# Max Bromme

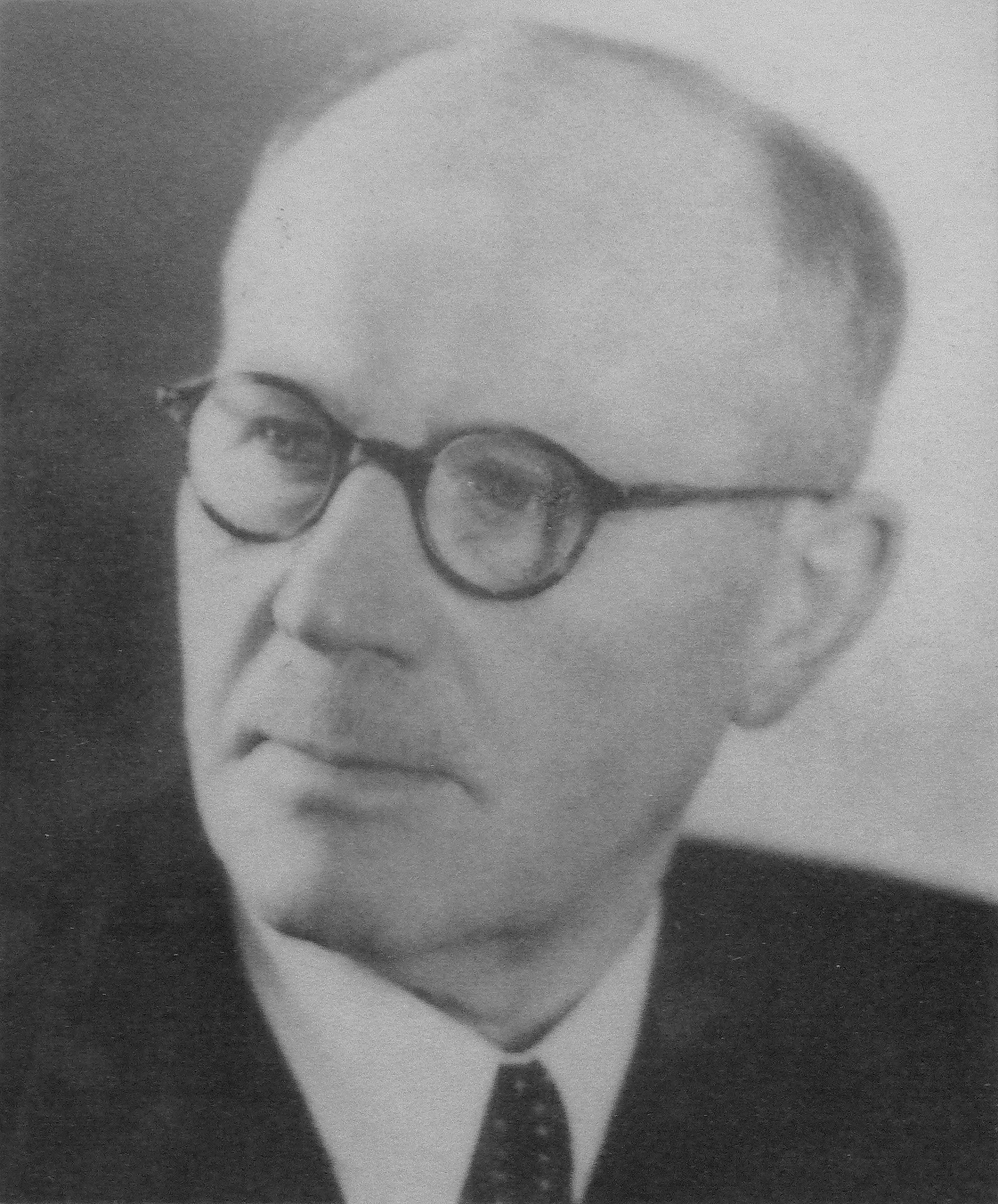
Max Bromme; undatiertes Portraitfoto

Max Bromme (* 18. August 1878 in Grünberg (Niederschlesien); † 9. September 1974 in Frankfurt am Main) war ein deutscher Gartenarchitekt.

## Leben
Max Bromme studierte an der Königlichen Gärtnerlehranstalt am Wildpark bei Potsdam. Dort wurde er Mitglied der Studentenverbindung Technischer Bund Burschentag. Danach war er zunächst von 1903 bis 1908 unter Fritz Encke in Köln tätig. 1908 bis 1912 war er Stadtgartendirektor in Erfurt. 1912 ging er nach Frankfurt am Main, wo er von 1912 bis 1945 als Gartenbaudirektor der Stadt Frankfurt am Neuen Frankfurt mitwirkte sowie zusätzlich von 1932 bis 1945 als Direktor des Palmengartens tätig war. Ab 1933 war er Mitglied der NSDAP.

## Werk

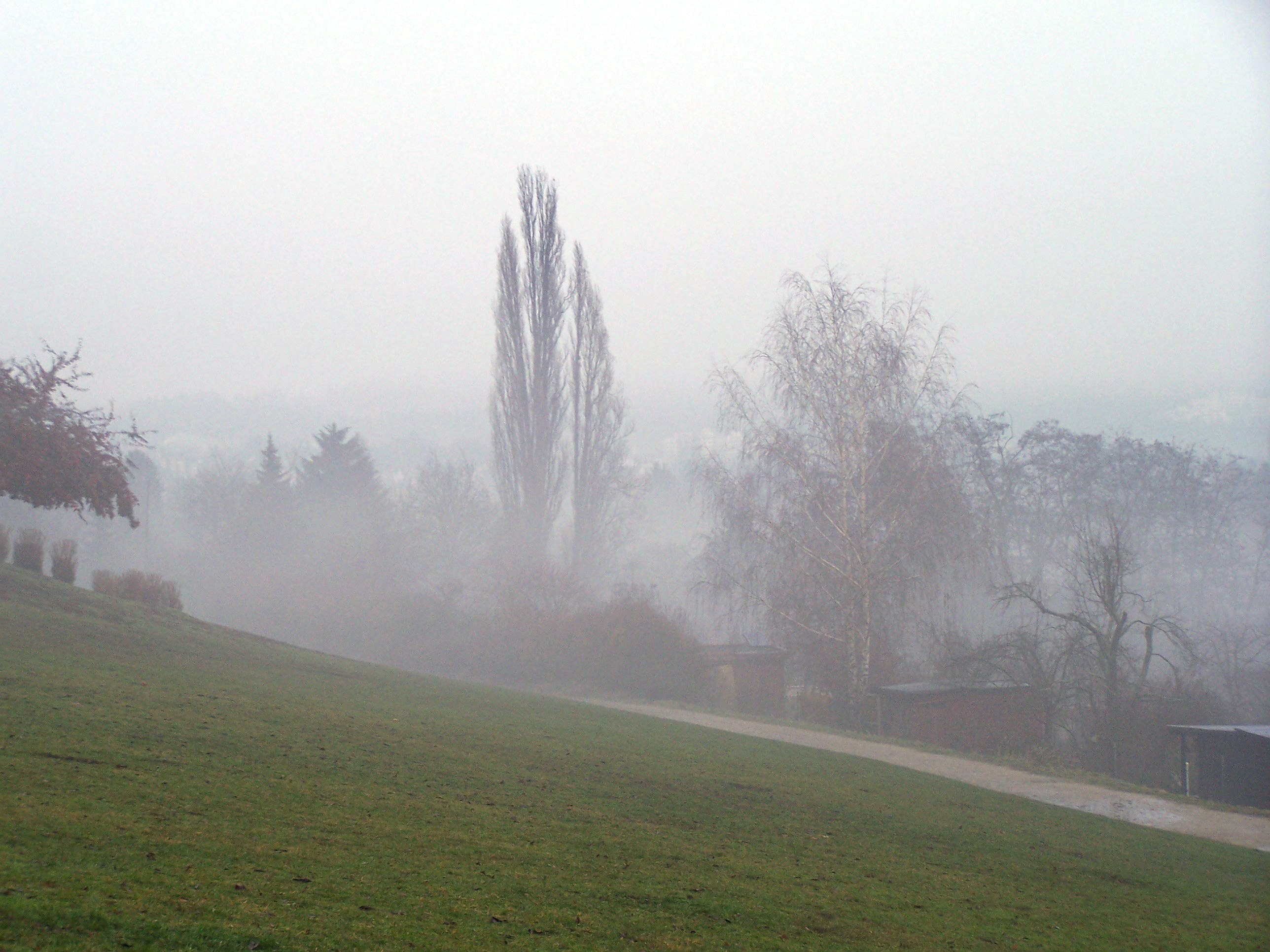
Bornheimer Hang im Winternebel

Landschafts- und Gartengestaltung fand bis ins 20. Jahrhundert vornehmlich in Objekten der Oberschicht oder in öffentlichen Parks statt. Max Brommes Anliegen war es, auch in den Siedlungen und insbesondere dazwischen Grünflächen entstehen zu lassen. In seiner Frankfurter Amtszeit weitete er die städtischen Grünflächen von 200 auf 450 Hektar aus und sprach im Zuge der Niddatal-Bebauung auch erstmals vom Grüngürtel.

### Gestaltete Objekte in Frankfurt (Auswahl)
- Parkanlage am Bornheimer Hang
- Grünfläche des I.G.-Farben-Gebäudes
- Erweiterung des Hauptfriedhofs Frankfurt
- Waldfriedhof Oberrad
- verschiedene Alleen, darunter Senckenberganlage, Rheingauallee und Zeppelinallee
- Rosengärtchen in Frankfurt-Sachsenhausen, 1914
- Brentanopark
- Holzhausenpark
- Solmspark
- Rothschild- und Goldschmidtpark
- Frankfurter Waldstadion (mit Stadtbaurat Gustav Schaumann)
- Siedlung Westhausen
- Siedlung Frankfurt-Römerstadt
- Huthpark
- Volkspark Lohrberg mit dem Weinberg Lohrberger Hang

1925 entwickelte Bromme erste Konzepte zur Erhaltung der Nidda mit Umgebung als grüner Freiraum zwischen der Kernstadt und den neuen Siedlungen, die als Bestandteil des Neuen Frankfurt unter Baustadtrat Ernst May geplant wurden. Ein bekanntes Beispiel für einen gelungenen Übergang zwischen Stadt und Landschaft ist die Siedlung Römerstadt. Leberecht Migge plante Gärten und Grünanlagen dieser Siedlung.

## Ehrungen
- 1953: Verdienstkreuz am Bande der Bundesrepublik Deutschland
- Nach Max Bromme ist ein Weg benannt, der die Parkanlage am Bornheimer Hang durchquert. Der Weg ist die Verlängerung der Wittelsbacher Allee, er beginnt in der Parkanlage gegenüber der Heilig-Kreuz-Kirche und führt den Hang hinunter. Der Weg passiert das Frankfurter Volksbank Stadion und endet an der Straße Am Erlenbruch.
- seit 2016 trägt in Erfurt eine Straße seinen Namen.